# ولیکا درنوا
ولیکا درنوا (به لاتین: Velika Drenova}} یک منطقهٔ مسکونی در صربستان است.